# Georg Matthias von Martens
Georg Matthias von Martens (Venezia, 12 agosto 1788 – Stoccarda, 24 febbraio 1872) è stato un botanico tedesco.

## Biografia
Fu il padre dello zoologo Eduard von Martens (1831-1904).
Studiò legge all'Università di Tubinga, dove frequentò lezioni tenute dal naturalista Carl Friedrich Kielmeyer e dall'astronomo Johann Gottlieb Friedrich von Bohnenberger. Dal 1818 al 1821 lavorò a Ulma, stabilendosi in seguito a Stoccarda, dove nel 1829 divenne l'interprete ufficiale per l'italiano, lo spagnolo e il portoghese presso il Ministero di giustizia e degli Interni. Dal 1836 in poi ebbe il titolo di consigliere.
Come botanico, collezionò campioni provenienti dalla Germania meridionale, dall'Austria e dall'Italia settentrionale. Nel 1832, con Gustav Schübler, condusse delle ricerche botaniche a Württemberg. La sua collezione europea divenne successivamente parte del "Naturaliencabinet" a Stoccarda. È anche conosciuto per i suoi studi sull'acqua dolce e sulle alghe marine, in particolare native dell'Asia orientale. Nel 1862 ricevette un riconoscimento nelle scienze dall'Università di Tubinga.
Nel 1841 l'alga rossa Martensia (famiglia delle Delesseriaceae) fu chiamata così in suo onore.

## Opere

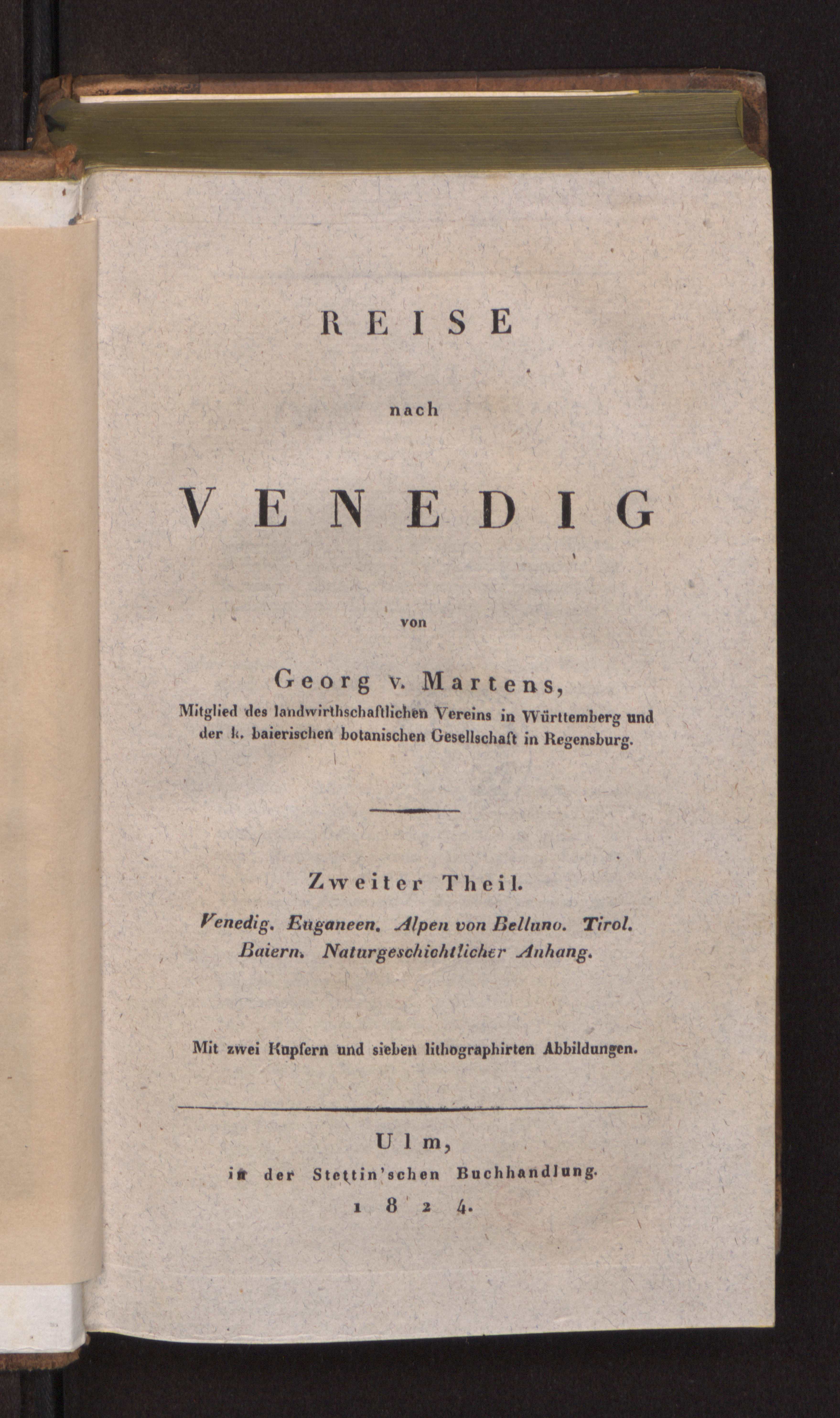
Reise nach Venedig, 1824. Da BEIC, biblioteca digitale

- Reise nach Venedig, 1824 – Viaggio a Venezia.
- Flora von Würtemberg (with Gustav Schübler), 1834 – Flora di Würtemberg.
- Flora von Württemberg und Hohenzollern, (con Carl Albert Kemmler 1813–1888), 1865 – Flora di Württemberg e Hohenzollern.
- Die Preussiche expedition nach Ost-Asien [1860-1862] Nach amtlichen quellen, (con Eduard von Martens e Albert Berg) 1864–1873 – La spedizione prussiana nell'Asia dell'est (1860–62) in accordo con le forze ufficiali.
- Die Preussische expedition nach Ost-Asien : nach amtlichen quellen. Botanischer Theil. Die Tange, 1866 – La spedizione prussiana nell'Asia dell'est (1860–62) in accordo con le forze ufficiali.
- "Notes on Some Japanese Algae", 1870 (con Sulpiz Kurz, pubblicato in inglese).
- "Algae Brasilienses circa Rio de Janeiro a clar. A. Glaziou", 1871.[3]